# Buskläppspindel
Buskläppspindel (Dismodicus bifrons) är en spindelart som först beskrevs av John Blackwall 1841.  Buskläppspindel ingår i släktet Dismodicus och familjen täckvävarspindlar. Arten är reproducerande i Sverige. Inga underarter finns listade.